# Westerfelde (Selm)
Westerfelde ist der Name einer Bauerschaft der Stadt Selm im nordrhein-westfälischen Kreis Unna.

## Geographie
Westerfelde grenzt im Westen und im Norden an die Bauerschaft Ondrup, im Osten an die zum Nordkirchener Ortsteil Südkirchen gehörende Westerbauerschaft und im Süden an die Selmer Ortsteile Beifang und Netteberge.
Die Grenze der Bauerschaft im Osten ist zugleich die Grenze der Gemeinde Nordkirchen im Kreis Coesfeld.

## Geschichte
Die Bauerschaft gehörte zum Dreingau.
Im Jahr 1987 hatten die Bauerschaften Ondrup und Westerfelde zusammen 199 Einwohner.

## Siedlungsschwerpunkt
Der Siedlungsschwerpunkt befindet sich an der Mähnenstraße und an der Straße Westerfelde.

## Verkehr
Durch Westerfelde führt die Kreisstraße K 6, die Selm mit Südkirchen und Capelle verbindet.